# Rasmik Mkrttschjan
Rasmik Mkrttschjan (armenisch Ռասմիկ Մկրտչյան, * 11. September 1998) ist ein armenischer Leichtathlet, der sich auf den Sprint spezialisiert hat.

## Sportliche Laufbahn
Erste internationale Erfahrungen sammelte Rasmik Mkrttschjan im Jahr 2018, als er bei den Balkan-Meisterschaften in Stara Sagora mit 11,01 s in der ersten Runde im 100-Meter-Lauf ausschied und auch über 200 m mit 22,50 s nicht über die Vorrunde hinauskam. 2020 schied er bei den Balkan-Hallenmeisterschaften in Istanbul mit 7,04 s in der Vorrunde über 60 m aus und im September schied er bei den Freiluftmeisterschaften in Cluj-Napoca mit 10,96 s und 21,89 s jeweils im Vorlauf aus und belegte mit der armenischen 4-mal-100-Meter-Staffel in 42,64 s den sechsten Platz und erreichte mit der 4-mal-400-Meter-Staffel nach 3:28,24 min Rang fünf. Im Jahr darauf verpasste er bei den Balkan-Meisterschaften in Smederevo mit 10,95 s den Finaleinzug über 100 m, klassierte sich mit der Staffel aber nach 43,02 s auf dem sechsten Platz. 2022 schied er bei den Balkan-Hallenmeisterschaften in Istanbul mit 7,11 s erneut in der Vorrunde über 60 m aus.
2019 wurde Mkrttschjan armenischer Meister im 100- und 200-Meter-Lauf.

## Persönliche Bestzeiten
- 100 Meter: 10,95 s (+1,3 m/s), 26. Juni 2021 in Smederevo
  - 60 Meter (Halle): 7,04 s, 15. Februar 2020 in Istanbul
- 200 Meter: 21,59 s (0,0 m/s), 5. Juni 2021 in Serravalle
  - 200 Meter (Halle): 22,57 s, 20. Februar 2022 in Tiflis (armenischer Rekord)